# Jordi El Niño Polla
Jordi El Niño Polla, geboren als Ángel Muñoz García (Ciudad Real, 11 september 1994), is een Spaanse pornoacteur, filmproducent en youtuber. Hij staat bekend om zijn jeugdig uiterlijk en zijn scènes met volwassener vrouwen. Zowel in 2018 als in 2019 won hij de Pornhub Award in de categorie Most Popular Male Performer.

## Carrière
García begon met acteren in 2013 in de porno-industrie. Hij kreeg er de bijnaam "El Niño Polla" (Spaans voor "Het Pikjongetje") omwille van zijn kleine gestalte en zijn jeugdige uitstraling.
In maart 2016 werd hij gevraagd om video's te maken voor Brazzers. Nadat een van zijn scènes de meest bekeken video van dat jaar was van het bedrijf, kreeg hij een exclusief contract. Anno 2021 was hij in 133 scènes van Brazzers te zien.
In 2017 creëerde El Niño Polla zijn eigen YouTube-kanaal. Een jaar later bracht hij een eigen nummer uit samen met Mowlihawk getiteld  Ésta es mi historia.